# Збенхи
Збенхи (пол. Zbęchy, нім. Schönzell) — село в Польщі, у гміні Кшивінь Косцянського повіту Великопольського воєводства.
Населення — 384 особи (2011).
У 1975-1998 роках село належало до Лешненського воєводства.

## Демографія
Демографічна структура станом на 31 березня 2011 року:
|          | Загалом | Допрацездатний вік | Працездатний вік | Постпрацездатний вік |
| -------- | ------- | ------------------ | ---------------- | -------------------- |
| Чоловіки | 182     | 49                 | 119              | 14                   |
| Жінки    | 202     | 50                 | 110              | 42                   |
| Разом    | 384     | 99                 | 229              | 56                   |